# Bygdin
Bygdin er en sø i Jotunheimen i Vang kommune i Oppland fylke i Norge. Bygdin er reguleret som magasin for Øvre Vinstra kraftværk, med reguleringshøjde mellem 1.048 og 1.057 moh. Søen har et areal på ca. 40 km², og den er lang og smal – i luftlinje 25 km lang. Største dypde er 215 m. 
Bygdin ligger i den sydøstlige del af Jotunheimen og lige nord for søen ligger toppe på over 2.000 m. Ved søen ligger flere turisthytter – i vestenden ligger Eidsbugarden, på nordsiden ligger Torfinnsbu og ved østenden ligger Bygdin turisthytte. Om sommeren går MB «Bitihorn» i rute mellem disse tre steder.
Elven Vinsteråni løber ud fra Bygdin, videre gennem Vinstervatna og Vinstra til Gudbrandsdalslågen.